# Astronium ulei
Astronium ulei är en sumakväxtart som beskrevs av Mattick. Astronium ulei ingår i släktet Astronium och familjen sumakväxter. Inga underarter finns listade i Catalogue of Life.